# Johnny Guirke

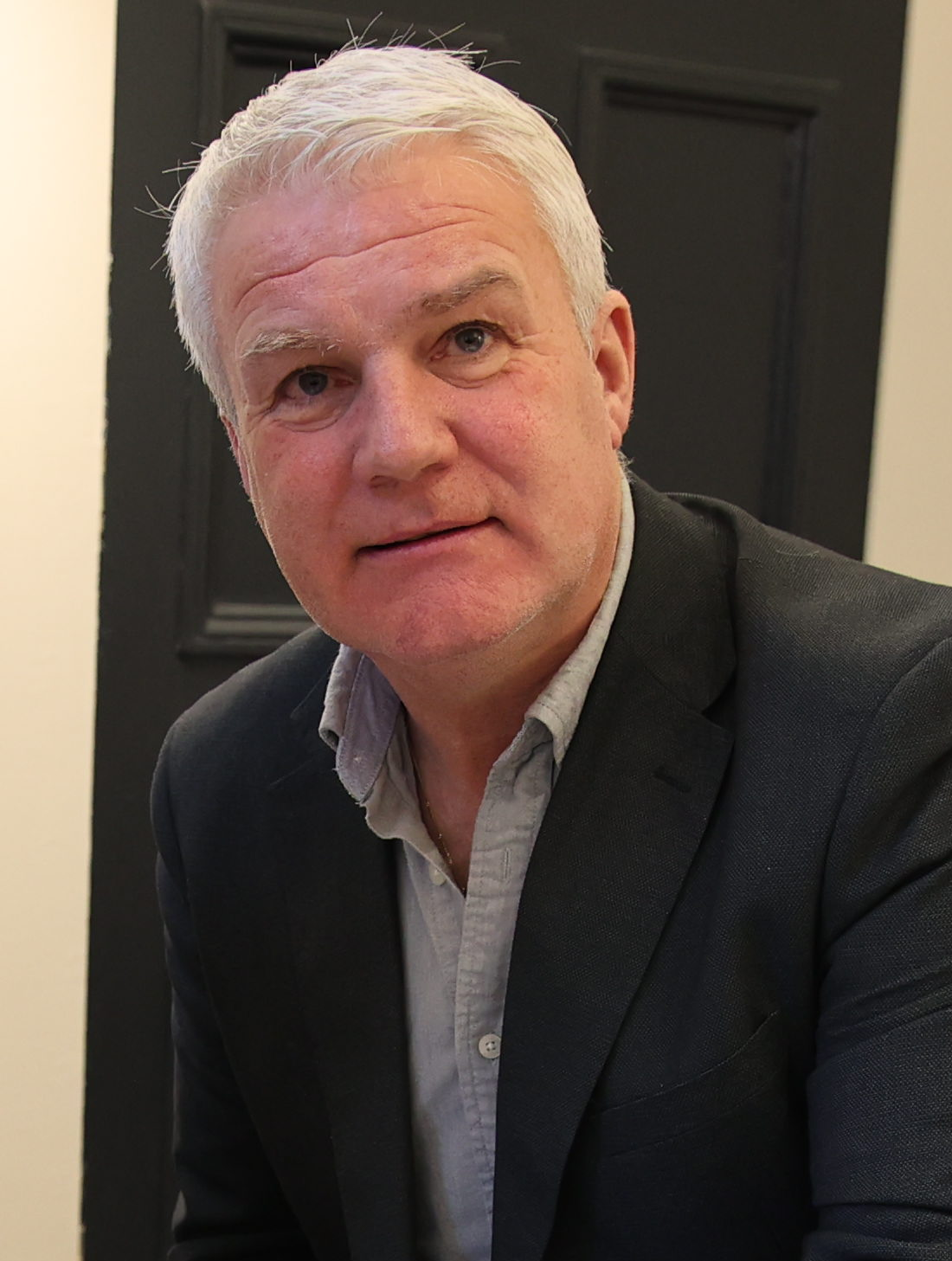
Johnny Guirke (2024)

Johnny Guirke (* in Navan, County Meath, Irland) ist ein irischer Politiker der Sinn Féin, der seit Februar 2020 Abgeordneter im Dáil Éireann ist.

## Leben
Guirke arbeitete nach der Schulzeit als Bauarbeiter in den USA und zog 1988 nach Boston. Dort lernte er auch seine Frau kennen. 2006 kehrte er nach Irland zurück.
2014 und 2019 wurde er in den Meath County Council gewählt. 
Bei den Wahlen zum Dáil Éireann 2020 trat er als Kandidat der Sinn Féin im Wahlkreis Meath West an und wurde gewählt. Er konnte den Erfolg bei den Wahlen 2024 wiederholen.

## Privates
Johnny Guirke ist mit Mary Murphy verheiratet, mit der er vier Kinder hat.